# Rocher Siyyan
Rocher Siyyan je upečatljiv izolirani bijeli otočić usred močvarnog zaljeva zapadno od poluotoka Ras Siyyan. Nalazi se uz obalu Džibutija, u tjesnacu Bab-el-Mandeb između Crvenog mora i Adenskog zaljeva. Otočić administativno pripada regiji Obock u Džibutiju.
Rocher Siyyan nalazi se oko 800 m jugozapadno od vulkanskog brda koje je sjeverni vrh Ras Siyyana i oko 1500 m od obale.
Dug je 55 metara, širok do 45 metara, a prostire se na jedva 2000 četvornih metara.